# Piper schizonephros
Piper schizonephros är en pepparväxtart som beskrevs av C. Dc.. Piper schizonephros ingår i släktet Piper och familjen pepparväxter. Inga underarter finns listade i Catalogue of Life.